# مالا
 مالا  بالفارسية (روستاى مالا) قرية كبيرة تتبع البلدة المركزية (بالفارسية: بخش مرکزی شهرستان بندر لنگه) من توابع مدينة لنجة وتقع في محافظة هرمزگان في جنوب إيران.

## حدود قرية مالا
حدود قرية مالا: من الشمال: قرية باورد، ومن الجنوب جشه، ومن الغرب قرية قرية جنكل، ومن الشرق تنتهي بقرية بارجاه في أقصى الشرق.

## السكان
يبلغ عدد سكان القرية حسب تعداد السكان لعام 2006 للميلاد، (50) نسمه تشكل (13 عائلة)، من أهل السنة والجماعة وعلى المذهب الشافعي. ويتكلمون الفارسية باللهحة المحلية، لهم مسجد، ومدرسه، وعيادة صحية صغيرة، وعدد كبير من البرك لحفظ مياه الأمطار، يمتهن السكان بالزراعة، وتربية المواشي والأغنام.